# Гірничий рейковий транспорт

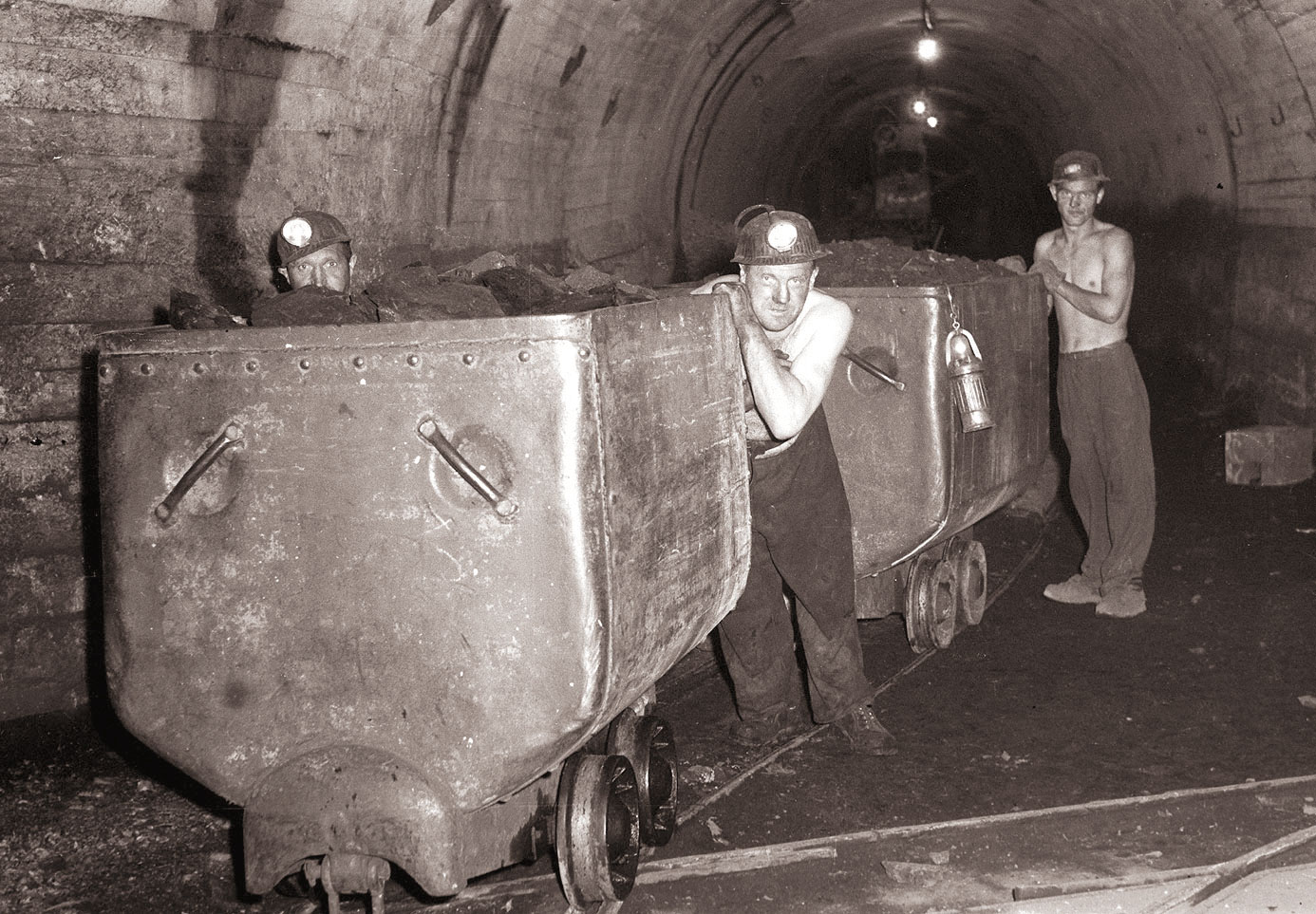

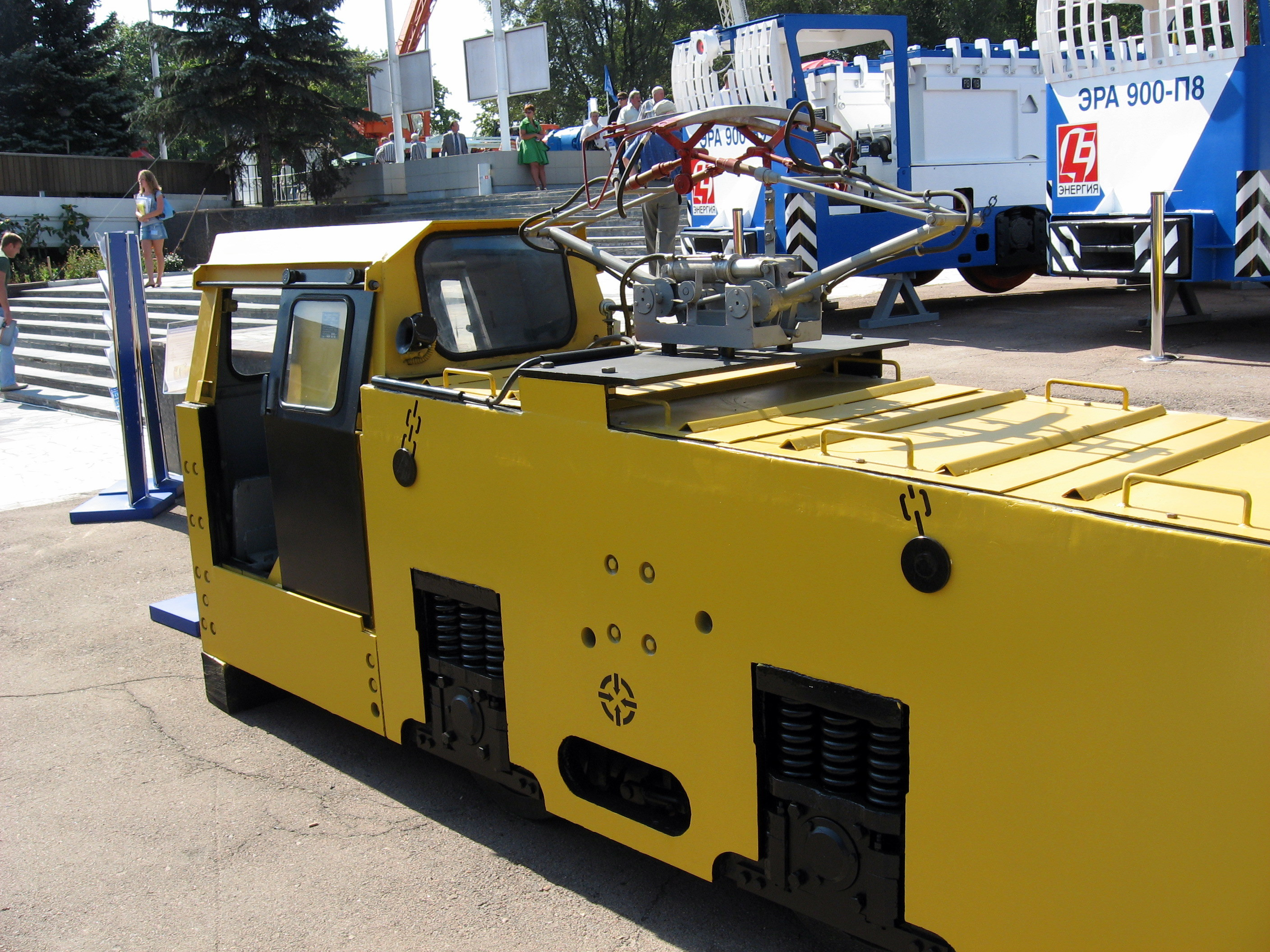
Рудниковий контактний електровоз

Гірничий рейковий транспорт (рос. горный рельсовый транспорт, англ. main rail transport, нім. Gleisförderung f, Bahntransport m, Eisenbahntransport m) — засіб транспортування по підземних та відкритих виробках, що здійснюється по рейковій колії. Це локомотивний транспорт, самокатна відкатка по коліях, відкатка по коліях кінцевим та нескінченним канатом. Транспортування вантажів відбувається у вагонетках, вагонах. Рейковий локомотивний транспорт використовується на горизонтальних та слабкопохилих виробках з поздовжнім похилом колії до 0,040-0,050 (звичайний похил 0,003-0,005). Канатна відкатка може обслуговувати виробки з будь-якими кутами нахилу від 0° до 85°. Основою рейкового транспорту є рейкова дорога.